# Gruberhorn
Gruberhorn – szczyt w grupie Salzkammergut-Berge, części Północnych Alp Wapiennych. Leży w Austrii w kraju związkowym Salzburg.